# 洛馬米長尾猴
洛馬米長尾猴（Cercopithecus lomamiensis），亦有音譯作勒蘇拉（Lesula）是一種舊世界猴的品種，生長於剛果民主共和國中部的洛馬米盆地。這種猴子於2007年發現，並於2012年登刊確認，是非洲大陸自1984年以來第二種新發現的品種，距離上一新物種倫圭猴於2005年發現只有7年。
洛馬米長尾猴因為在洛馬米河附近發現而得名，現時在剛果民主共和國的雨林內生活，而於2007年發現時被圈養的那隻則位於乔波省奧帕拉一條村的一家小學裡的籠子。自從被發現後，動物學家亦開始在國家中部洛馬米河與楚阿帕河之間的野外發現牠的踪影。
洛馬米長尾猴有著一張像貓頭鷹的臉，跟梟面長尾猴的外貌有點像，但是毛色跟過去任何已知的物種都不同。牠的面部顏色蒼白，口鼻明顯隆起，鼻子上有一條奶白色直紋，面部四周長滿金色帶花白的鬃毛。由於當地人會獵殺洛馬米長尾猴作肉食，使這物種的保護變得緊迫，因為現時所知道牠們的生活環境比較細小，估計會在數年間受到威脅。現時，洛馬米國家公園已建議把本物種列為受保護物種。